# Anna Knauer
Gudrun Stock (Eichstätt, Oberbayern, 20 de febrer de 1995) és una ciclista alemanya que combina la ruta i la pista. Professional des del 2014, actualment milita a l'equip Parkhotel Valkenburg-Destil.

## Palmarès en pista
- 2012
  -  Campiona d'Europa júnior en Òmnium
- 2013
  -  Campiona del món júnior en Òmnium
- 2014
  -  Campiona d'Alemanya en Òmnium
- 2015
  -  Campiona d'Alemanya en Òmnium
  -  Campiona d'Alemanya en Puntuació
- 2016
  -  Campiona d'Alemanya en Òmnium